# محمد أردم
إسرافيل كِشلا (بالتركية: Mehmet Erdem)‏, (ولد:5 سبتمبر 1966, في آدي يامان, تركيا) سياسي تركي. ونائب سابق في البرلمان التركي لأكثر من دورة ممثلا عن حزب العدالة والتنمية.